# Pelochrista latericiana
Pelochrista latericiana is een vlinder uit de familie bladrollers (Tortricidae). De wetenschappelijke naam is voor het eerst geldig gepubliceerd in 1919 door Rebel.
De soort komt voor in Europa.